# 馬卡羅夫區

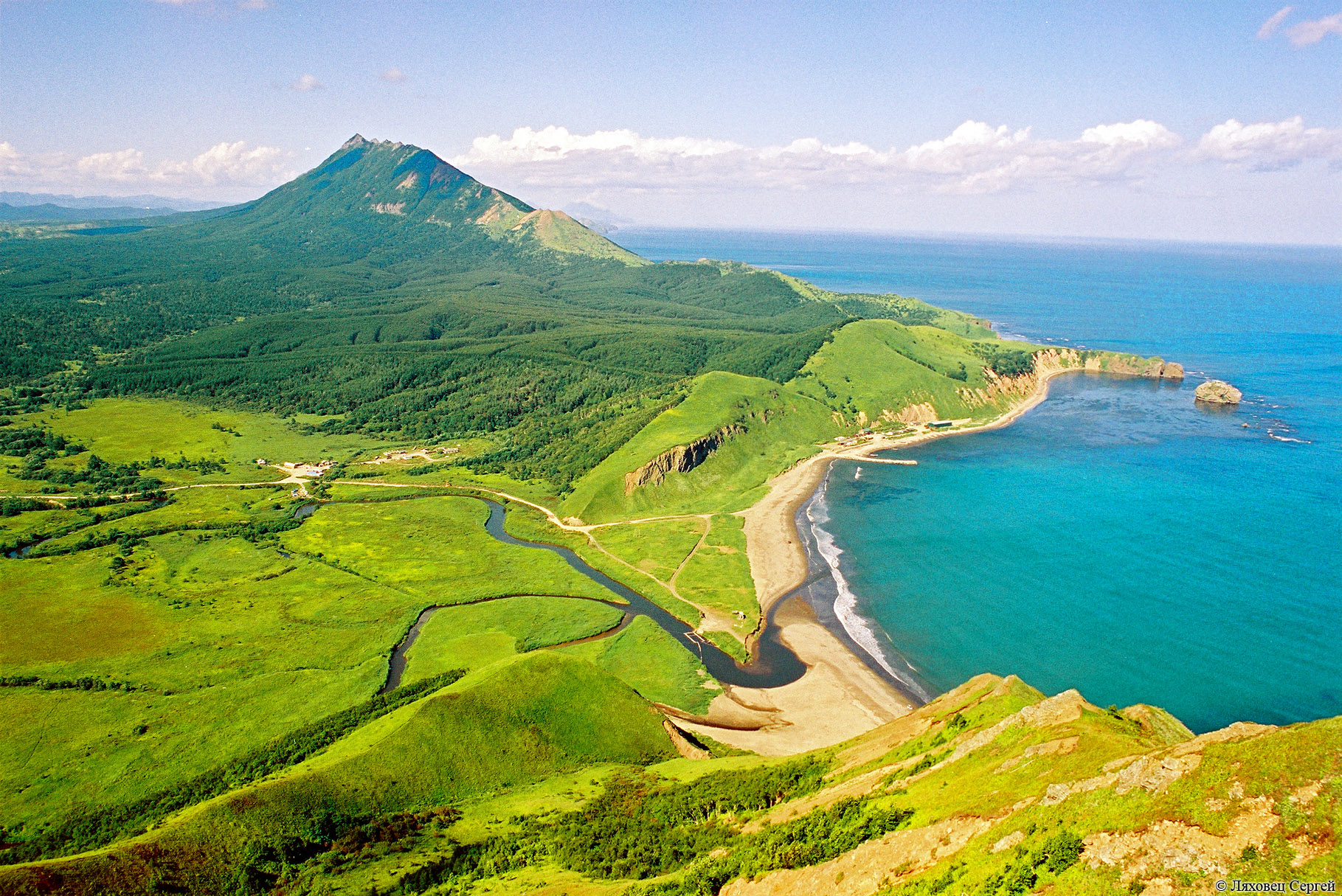
日丹科山脊（突阻山）和近幌川

48°37′N 142°47′E / 48.617°N 142.783°E
馬卡羅夫區（俄语：Макаровский район），是俄羅斯的一個區，位於該國東南部，由薩哈林州負責管轄，面積2,148.4平方公里，2010年人口8,579，人口密度每平方公里3.99人。
該地在二戰结束前属日本，名為元泊支廳（1942年11月，樺太廳進行支廳重編，元泊支廳被併入敷香支廳），由樺太廳負責管轄。